# 素晴らしきYAMASUKIの世界
『素晴らしきYAMASUKIの世界』（すばらしきヤマスキのせかい、フランス語: Le Monde Fabuleux Des YAMASUKI）は、ヤマスキ・シンガーズ (Yamasuki Singers)、ヤマスキ (YAMASUKI) 、ないし、ヤマスキズ (YAMASUKI's) 名義で、ダニエル・ヴァンギャルドとジャン・クルーガーが1971年にLP盤で発表したアルバム。
このアルバムはフランスの Biram レーベルから1971年にLPとしてリリースされ、原題はフランス語であるが、スペイン語盤も同じ1971年に『El Fabuloso Mundo Del Yamasuki』として Belter から発売された。また、1971年にはヨーロッパの各国で「Yamasuki/Aieaoa」がシングル盤としてリリースされた。また、「Abana Bakana」はフランス盤シングルに収録された際に「Anata Bakana」と改題されるなど、一部の曲名には、発表時、発表形態の違いによる異同がある。
2005年には、イギリスの Finders Keepers Records からCD化され、2014年に日本のランブリング・レコーズ (Rambling RECORDS) からボーナス・トラックを加えて再CD化された。

## 収録曲
Side A)
1. Yamasuki (Daniel Vangarde, Jean Kluger)
2. Kono Samourai (Daniel Vangarde)
3. Yamamoto Kakapote (Daniel Vangarde, Frank Gérald*, Jean Kluger)
4. Okawa (Calmedo*)
5. Aieaoa (Daniel Vangarde, Jean Kluger)
6. Aisere I Love You (Daniel Vangarde)

Side B)
1. Yama Yama (Daniel Vangarde)
2. Seyu Sayonara (Daniel Vangarde, Jean Kluger)
3. Abana Bakana (Daniel Vangarde)
4. Fudji Yama (Tony Perdone)
5. Yokomo (Daniel Vangarde, Jean Kluger)
6. Kashi Kofimo (Daniel Vangarde, Jean Kluger)

ボーナス・トラック（2014年 再発盤）
1. Yamasuki [Club Mix]